# Dobra žena (TV-serija)
Dobra žena (izvirno The Good Wife) je ameriška odvetniška dramska serija televizije CBS, ki se je začela 22. septembra 2009. Glavno igralsko zasedbo sestavljajo Julianna Margulies, Christine Baranski, Archie Panjabi, Matt Czuchry, Chris Noth in Josh Charles. V ZDA so doslej predvajali tri sezone, četrta se začne 30. septembra 2012.

V Sloveniji serijo od 7. septembra 2010 predvaja POP Brio. Doslej je predvajal prve tri sezone.

## Pregled sezon
| Sezona | Sezona | Epizode | Prvo predvajanje v ZDA (CBS) | Prvo predvajanje v ZDA (CBS) | Prvo predvajanje v Sloveniji (POP BRIO) | Prvo predvajanje v Sloveniji (POP BRIO) | Prvo predvajanje v Sloveniji (POP BRIO) |
| Sezona | Sezona | Epizode | Premiera sezone              | Finale sezone                | Premiera sezone                         | Finale sezone                           |                                         |
| ------ | ------ | ------- | ---------------------------- | ---------------------------- | --------------------------------------- | --------------------------------------- | --------------------------------------- |
|        | 1      | 23      | 22. seprember 2009           | 25. maj 2010                 | 7. september 2010                       | 8. februar 2011                         |                                         |
|        | 2      | 23      | 28. september 2010           | 17. maj 2011                 | 19. januar 2012                         | pomlad 2012                             |                                         |
|        | 3      | 22      | 25. september 2011           | 29. april 2012               | 1. avgust 2012                          | 30. avgust 2012                         |                                         |
|        | 4      | 23      | 30. september 2012           | /                            | /                                       | /                                       |                                         |

## Pomembnejše nagrade in nominacije
2009

- zlati globus: najboljša igralka v dramski seriji / Julliana Margulies (dobitnica)

2010

- zlati globus: najboljša igralka v dramski seriji / Julliana Margulies; najboljša dramska serija; najboljši stranski igralec v seriji, miniseriji ali TV-filmu / Chris Noth (vse nominacije)

- emmy: najboljša stranska igralka v dramski seriji / Archie Panjabi (dobitnica); najboljša stranska igralka v dramski seriji / Christine Baranski (nominacija); najboljša dramska serija (nominacija); najboljša glavna igralka v dramski seriji / Julliana Margulies (nominacija); najboljši gostujoči igralec v dramski seriji / Dylan Baker (nominacija); najboljši gostujoči igralec v dramski seriji / Alan Cumming (nominacija); najboljši scenarij za dramsko serijo / Robert King in Michelle King (nominacija); najboljši kasting za dramsko serijo / Mark Saks (nominacija); najboljši kostumi za dramsko serijo / Jennifer Rogien Faletti, Daniele Hollywood, Daniel Lawson (nominacija)

2011

- zlati globus: najboljša igralka v dramski seriji / Julliana Margulies (nominacija)

- emmy: najboljša dramska serija (nominacija); najboljša glavna igralka v dramski seriji / Julliana Margulies (dobitnica); najboljši stranski igralec v dramski seriji / Alan Cumming (nominacija); najboljši stranski igralec v dramski seriji / Josh Charles (nominacija); najboljša stranska igralka v dramski seriji / Archie Panjabi (nominacija); najboljša stranska igralka v dramski seriji / Christine Baranski (nominacija); najboljši gostujoči igralec v dramski seriji / Michael J. Fox (nominacija); najboljši kasting za dramsko serijo / Mark Saks (nominacija); najboljša kamera za serijo, posneto z eno kamero / Fred Murphy (nominacija)

2012

- emmy: najboljša gostujoča igralka v dramski seriji / Martha Plimpton (dobitnica); najboljša glavna igralka v dramski seriji / Julliana Margulies (nominacija); najboljša stranska igralka v dramski seriji / Archie Panjabi (nominacija); najboljša stranska igralka v dramski seriji / Christine Baranski (nominacija); najboljši gostujoči igralec v dramski seriji / Dylan Baker (nominacija); najboljši gostujoči igralec v dramski seriji / Michael J. Fox (nominacija); najboljši kasting za dramsko serijo / Mark Saks (nominacija)

2013

- zlati globus / niso še podelili: najboljša igralka v dramski seriji / Julliana Margulies (nominacija), najboljša stranska igralka v dramski seriji / Archie Panjabi (nominacija)